# Борбени анђео Алита
Борбени анђео Алита, оригинално Gunnm (јап. 銃夢) јесте манга серија коју је написао Јукито Киширо. Оригинално се објављивала у часопису Business Jump у периоду од 1990. до 1995. године, са укупно девет танкобона. Други од тих девет је 1993. године адаптиран у дводелну оригиналну видео анимацију. Наслов је такође 2019. године адаптиран у играни филм, под називом Алита: Борбени анђео. 
Издавачка кућа Чаробна књига је превела мангу на српски језик 2023. године.

## Радња
Прича се одвија у постапокалиптичној будућности и дистопијском граду Сметлишту, над којим лебди утопијски Залем. Доктор Идо Даисуке проналази на отпаду остатке женског киборга, којем даје име Алита („Гали“ у оригиналном јапанском, и још неким преводима). С временом открива да је Алита заправо борбени киборг из времена рата с колонијама на Марсу и да влада заборављеном борилачком вештином панцеркунст. Алита ће показати да поседује хуманије срце и снажнији осећај за правду од већине људских бића и покренуће низ догађаја који ће уздрмати човечанство.

## Стварање
Алита се првобитно појављује у необјављеном делу Rainmaker, у ком има улогу киборга-полицајке зване Гали. Издавачима из издавачке куће Shueisha се свидео лик Алите, па су затражили Киширу да напише причу у коме ће она бити главни лик. Он је то и учинио, након чега је плаћен да је настави.

## Франшиза

### Манга
Манга се оригинално објављивала, поглавље по поглавље, у часопису Business Jump издавачке куће Shueisha. Серијализовала се од 15. децембра 1990. до 1. априла 1995. године, са укупно девет томова. Издавачка кућа Чаробна књига је 8. априла 2022. године најавила да ће преводити мангу на српски језик.
Специјално издање од шест томова, названо Gunnm: Complete Edition, објављено је у Јапану 23. децембра 1998. године. Поред оригиналне приче, ово издање садржи скице, хронолошку табелу и прве три кратке приче из серије Battle Angel Alita: Holy Night & Other Stories. 
Наслов је произвео две спин-оф манге, Ashen Victor (јап. 灰者, Haisha) и Battle Angel Alita: Holy Night & Other Stories (јап. 銃夢外伝, Gunnm Gaiden). Прва се од 11. октобра 1995. до 24. јуна 1996. године објављивала у часопису Ultra Jump. Поглавља су сакуљена у један том. Друга спин-оф манга се од 24. јануара 1997. до 19. децембра 2006. објављивала у истом часопису, са такође једним томом, и састоји се од четири кратке приче.
Јукито Киширо је августа 2010. прешао у издавачку кућу Kodansha када је компанија купила лиценцу за мангу.
Манга има два наставка Battle Angel Alita: Last Order и Battle Angel Alita: Mars Chronicle. Први се објављивао од 19. јула 2000. до 28. јануара 2014. године, испрва у Ultra Jump-у па у часопису Evening са укупно 19 танкобона. Други наставак, односно трећи део, се објављивао од 28. октобра 2014. до 11. марта 2025. године са укупно 11 танкобона.

### Оригинална видео анимација
Други том манге је 1993. године адаптиран у дводелну оригиналну видео анимацију, са одређеним изменама. Киширо је рекао да није имао времена да надгледа продукцију нових епизода. Тренутно нису планиране нове анимиране адаптације.
Уз шести том специјалног издања објављен је 3Д клип од три минута у коме је приказана кратка трка мотора између Алите и још неких ликова.

### Играни филм
Алита: Борбени анђео, играни филм базиран на манги, изашао је фебруара 2019. године. Џејмс Камерон, продуцент филма, рекао је да му је серију препоручио Гиљермо дел Торо. Филм покрива прва четири тома манге.

### Романи
Јасухиса Кавамура је 4. априла 1998. године адаптирао мангу у роман. Новембра 2018. године, издавачка кућа Titan Books објавила је роман Alita: Battle Angel—Iron City, који представља преднаставак играном филму.

### Видео игра
Компанија Banpresto је 1998. направила видео игру Gunnm: Martian Memory за PlayStation конзолу. Игрица садржи елементе које је Киширо желео да убаци у оригиналну мангу, али није успео. Касније је проширио причу, што је довело до стварања наставка Battle Angel Alita: Last Order.